# アンナ＝マリア・ガロヤン

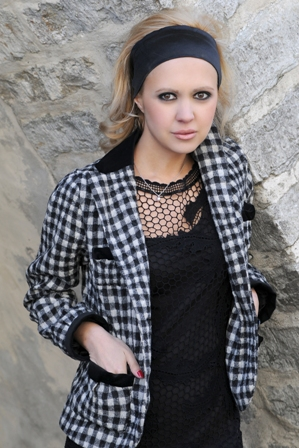

アンナ＝マリア・ガロヤン（エストニア語: Anna-Maria Galojan、1982年2月23日 - ）は、エストニアの元政治家、所属政党はエストニア改革党であった。2018年現在は、ロンドンで政治アナリストとして活動している。
2004年にタルトゥ大学で政治学の学士号を取得。2009年にスペインの雑誌が世界54カ国を対象にした「世界で最も美しい女性政治家ランキング」では、第9位にランクインした。
2011年5月5日、自身が運営するNPOの資金を私的に流用したとして、横領の罪で禁錮5ヶ月の有罪判決を受けた。彼女は判決を不服とし最高裁まで争っていたが、2012年2月に突如無断でイギリスへ出国した。逃亡先のロンドンでは、自身を「政治難民」であると説明。母国エストニアのメディアによるメディア・バイアスや、NPOの資金流用は自身が最高責任者に就任する以前に行われていたことなどを主張し、3年間に及ぶ法廷闘争へ入った。
2015年2月19日、イギリスからエストニアに送還され、同国北部にあるハルク刑務所へ移送され、同年7月14日釈放された。